# Liatongus spathulatus
Liatongus spathulatus là một loài bọ cánh cứng trong họ Bọ hung (Scarabaeidae).